# Mort materna
La mort materna, mortalitat materna o mort associada a l'embaràs és la defunció causada pel procés de gestació o pel part d’un nadó. L'Organització Mundial de la Salut n’acota la definició a aquella mort produïda durant l'embaràs o en les primeres sis setmanes del puerperi i sigui quina sigui la causa que l’ha provocada –excepte els accidents.
L’abast de raons clíniques d’aquesta mort inclou també l'avortament, els trastorns relacionats amb la malaltia trofoblàstica gestacional i l'embaràs ectòpic i, per tant, no es circumscriu només a la condició materna, sinó a tot el cicle gestacional.

## Taxa de mortalitat materna

Mapa mundial de la de la taxa de morts maternes (expressada en morts per cada 100.000 naixements vius) de l'any 2015, segons els Objectius de Desenvolupament Sostenible de les Nacions Unides.

Per tal de mesurar estadísticament aquest tipus de defunció segons el territori, s’aplica la taxa (o índex) de mortalitat materna. És la relació entre el nombre de morts maternes en un període determinat (sovint anual) entre el nombre de persones nascudes (ja siguin vives o mortes) i per cada 100.000 nascuts. Aquesta taxa és manifestament desigual arreu del món i fou proposada en el marc dels Objectius del Mil·lenni a fi i efecte de reduir la mortalitat materna mundial en tres quarts abans de 2015.
L’any 1997 es coneixia que unes 600.000 dones morien per aquesta causa. A data de 2005 i en termes absoluts, l'Índia era l'estat amb més morts maternes del món (136.000), seguida amb molta distància per Nigèria (37.000) i el Pakistan (26.000). Nogensmenys, la taxa de mortalitat materna, que té en compte el nombre de nascuts, ocupava el primer lloc a l'Afganistan (1.900 morts per cada 100.000 nascuts vius), seguida de prop per Angola (1.700) i Tanzània (1.500). Segons el tipus de publicació, la ràtio de mortalitat materna, a diferència de la taxa, de vegades considera només la població total o el nombre de naixements vius.
Per bé que aquestes xifres van decréixer progressivament, la tendència és homogènia entre estats. A Espanya, entre 1996 i 2009 va augmentar per causa de l’augment generalitzat de l'edat materna i per l’increment de dones d’origen immigrant. Pel que fa a l’impacte de la pandèmia de COVID-19 en diversos països en vies de desenvolupament del món, es va documentar que els estats més desenvolupats tals com els de la Unió Europea, el Japó, el Regne Unit i Austràlia havien reduït aquesta taxa fins a unes 10 morts per 100.000 naixements vius, mentre que a bona part de l'Amèrica del Sud, els Estats Units d’Amèrica o el Canadà va augmentar significativament.

## Causes
Les causes de la mortalitat materna són àmpliament conegudes i acotades i afecten especialment les dones víctimes de problemes de salut, addiccions, abusos sexuals o violència domèstica. Així doncs, els factors econòmics i socioculturals relacionats amb els drets de la dona esdevenen alguns dels factors de risc i de desequilibri no clínics en les possibilitats de patir-la.
A grans trets, els riscos més rellevants són els següents: el baix nivell d’estudis; la raça en cas de dones afroamericanes, hispanes i asiàtiques; l'edat de la gestant (a partir dels 30 anys); la paritat (el primer part i a partir del quart esdevenen més perillosos); l'estat civil (dones no casades, sense parella estable o sense planificació familiar); les cures prenatals o una cesària deficient en països amb una medicina no prou avançada i també les instal·lacions hospitalàries –en què els hospitals més petits són més propensos a patir morts maternes per manca de bancs de sang.